# Яблунівка (Хорошівська селищна громада)
Яблуні́вка — село в Україні, у Житомирському районі Житомирської області. Входить до складу Хорошівської селищної громади. Населення становить 1 особа.

## Географія
Географічні координати: 50°44' пн. ш. 28°18' сх. д. Часовий пояс — UTC+2. Загальна площа села — 30 км².
Яблунівка розташована в межах природно-географічного краю Полісся і за 38 км від центру громади — міста Хорошів. Найближча залізнична станція — Нова Борова, за 29 км.

## Населення
За даними перепису 2001 року населення села становило 27 осіб, з них усі 100% зазначили рідною українську мову.